# Prost AP04
Chronologie des modèles (2001)
Prost AP03
La Prost AP04 est la monoplace de Formule 1 engagée par l'écurie Prost Grand Prix pour le Championnat du monde de Formule 1 2001. Elle est pilotée par le Français Jean Alesi, l'Argentin Gaston Mazzacane, l'Allemand Heinz-Harald Frentzen, le Brésilien Luciano Burti et le Tchèque Tomáš Enge. Les pilotes d'essais sont les Français Stéphane Sarrazin et Jonathan Cochet et l'Espagnol Pedro de la Rosa.
Peugeot ayant quitté la Formule 1, l'AP04 dispose d'un moteur Ferrari, commandité par Acer. Le train arrière est également d'origine Ferrari.
L'écurie française, avec 50 millions d'euros, a l'un des plus petits budgets du plateau.
En début de saison, Jean Alesi marque des points en se classant sixième à Monaco, cinquième au Canada et sixième en Allemagne. Il entre ensuite en conflit avec Alain Prost qui se débat dans ses difficultés financières et quitte l'écurie pour Jordan à partir du Grand Prix de Hongrie ; il est remplacé par Heinz-Harald Frentzen, lui-même limogé par l'équipe irlandaise, jusqu'à la fin de la saison. L'Allemand obtient la meilleure qualification de l'écurie avec une quatrième place en Belgique mais il cale sur la grille et part dernier.
Gaston Mazzacane, initialement choisi pour son sponsor PSN, dispute les quatre premiers Grands Prix de la saison puis est remplacé par Luciano Burti. Le Brésilien est victime de deux accidents impressionnants, d'abord en Allemagne où il s'envole au départ sur la Ferrari de Michael Schumacher, au ralenti à cause d'une boîte de vitesses bloquée, puis en Belgique où il accroche la Jaguar d'Eddie Irvine et s'encastre à haute vitesse dans un mur de pneumatiques. Forfait pour la fin de saison, le Brésilien est remplacé par le débutant Tomáš Enge pour les trois dernières courses.
Prost Grand Prix termine neuvième du championnat des constructeurs avec quatre points, tous marqués par Alesi avant son départ. Le 28 janvier 2002, l'écurie française est placée en liquidation judiciaire.

## Résultats en championnat du monde de Formule 1

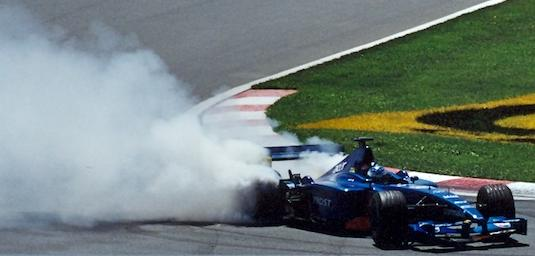
Jean Alesi se classe cinquième du Grand Prix du Canada 2001

| Saison | Écurie     | Moteur       | Pneus    | Pilotes               | Courses | Courses | Courses | Courses | Courses | Courses | Courses | Courses | Courses | Courses | Courses | Courses | Courses | Courses | Courses | Courses | Courses | Points inscrits | Classement |
| Saison | Écurie     | Moteur       | Pneus    | Pilotes               | 1       | 2       | 3       | 4       | 5       | 6       | 7       | 8       | 9       | 10      | 11      | 12      | 13      | 14      | 15      | 16      | 17      | Points inscrits | Classement |
| ------ | ---------- | ------------ | -------- | --------------------- | ------- | ------- | ------- | ------- | ------- | ------- | ------- | ------- | ------- | ------- | ------- | ------- | ------- | ------- | ------- | ------- | ------- | --------------- | ---------- |
| 2001   | Prost Acer | Acer 01A V10 | Michelin |                       | AUS     | MAL     | BRÉ     | SMR     | ESP     | AUT     | MON     | CAN     | EUR     | GBR     | FRA     | ALL     | HON     | BEL     | ITA     | USA     | JAP     | 4               | 9e         |
| 2001   | Prost Acer | Acer 01A V10 | Michelin | Jean Alesi            | 9e      | 9e      | 8e      | 9e      | 10e     | 10e     | 6e      | 5e      | 15e     | 12e     | 11e     | 6e      |         |         |         |         |         | 4               | 9e         |
| 2001   | Prost Acer | Acer 01A V10 | Michelin | Heinz-Harald Frentzen |         |         |         |         |         |         |         |         |         |         |         |         | Abd     | 9e      | Abd     | 10e     | 12e     | 4               | 9e         |
| 2001   | Prost Acer | Acer 01A V10 | Michelin | Gaston Mazzacane      | Abd     | 12e     | Abd     | Abd     |         |         |         |         |         |         |         |         |         |         |         |         |         | 4               | 9e         |
| 2001   | Prost Acer | Acer 01A V10 | Michelin | Luciano Burti         |         |         |         |         | 11e     | 11e     | Abd     | 8e      | 12e     | 10e     | Abd     | Abd     | Abd     | Abd     |         |         |         | 4               | 9e         |
| 2001   | Prost Acer | Acer 01A V10 | Michelin | Tomáš Enge            |         |         |         |         |         |         |         |         |         |         |         |         |         |         | 12e     | 14e     | Abd     | 4               | 9e         |

Légende : ici 